# ليزلي كارتر (ممثلة)
ليزلي كارتر (بالإنجليزية: Mrs. Leslie Carter)‏ هي ممثلة أمريكية، ولدت في 10 يونيو 1857 بليكسينغتون في الولايات المتحدة، وتوفيت في 13 نوفمبر 1937 بسانتا مونيكا في الولايات المتحدة.

## وصلات خارجية
- ليزلي كارتر على موقع IMDb (الإنجليزية)
- ليزلي كارتر على موقع الموسوعة البريطانية (الإنجليزية)
- ليزلي كارتر على موقع قاعدة بيانات برودواي على الإنترنت (الإنجليزية)
- ليزلي كارتر على موقع قاعدة بيانات برودواي على الإنترنت (الإنجليزية)
- ليزلي كارتر على موقع قاعدة بيانات برودواي على الإنترنت (الإنجليزية)
- ليزلي كارتر على موقع قاعدة بيانات الفيلم (الإنجليزية)